# Brycon stolzmanni
Brycon stolzmanni är en fiskart som beskrevs av Steindachner, 1879. Brycon stolzmanni ingår i släktet Brycon och familjen Characidae. Inga underarter finns listade.